# Spiloctenia fassli
Spiloctenia fassli là một loài bướm đêm trong họ Geometridae.